# Zombies : la série ré-animée
Zombies (2018)
Zombies 2 (2020) Zombies 3  (2022)
Zombies : la série ré-animée (Zombies: The Re-Animated Series) est une série télévisée d'animation américaine créée par Aliki Theofilopoulos et Jack Ferraiolo et diffusée depuis le 28 juin 2024 sur Disney Channel, également sur Disney+.
Se déroulant dans l'univers de la franchise Zombies, elle fait suite au premier, deuxième et troisième téléfilm de la trilogie diffusé en 2018, 2020 et 2022.
En France, la série est diffusée depuis le 21 octobre 2024 sur Disney Channel.
Une deuxième saison est en cours de développement et sera également coupée en deux.

## Synopsis
Préparez-vous à de l'exubérance musicale et à rencontrer de nouveaux amis en suivant la vie quotidienne de Zed, Addison, et toute la bande de Seabrook. Avec l'aide de la technologie alien de distorsion temporelle d'A-Spen, Zed et Addison refont leur année terminale pour retrouver tous leurs amis ! Et cette terminale sera la meilleure de toutes : la bande passe du bon temps ensemble et fait plein de choses comme sauver la ville ou savourer leur boisson préférée à la cafétéria. À Seabrook, une journée ordinaire au lycée peut se transformer en une aventure débridée.

## Distribution

### Voix originales
- Meg Donnelly : Addison Wells
- Milo Manheim : Zed Necrodopolis
- Ariel Martin : Wynter Barkowitz
- Chandler Kinney : Willa Lykensen
- Pearce Joza : Wyatt Lykensen
- Carla Jeffery : Bree
- Trevor Tordjman : Bucky Buchanan
- James Godfrey : Bonzo
- Kylee Russell : Eliza
- Terry Hu : A-Spen
- Naomi Snieckus : Principal Lee
- Jonathan Langdon : Coach
- Eden Riegel : Razzy
- Kahyun Kim : Dae, Bartleby
- Margaret Cho : Ashley
- Kingston Foster : Zoey Necrodopolis
- Jackée Harry : Motherboard
- Chris Diamantopoulos : Sasquatch

### Voix françaises
- Audrey d'Hulstère : Addison Wells
- Grégory Praet : Zed Necrodopolis
- Élisabeth Guinand : Wynter Barkowitz
- Julia Kaye : Willa Lykensen
- Olivier Prémel : Wyatt Lykensen
- Sophie Pyronnet : Bree
- Alexis Flamant : Bucky Buchanan
- Sébastien Hébrant : Bonzo
- Shérine Seyad : Eliza
- Micheline Tziamalis : A-Spen
- Alain Eloy : Coach
- Célia Torrens : Principale Lee
- Estelle Strypstein : Ashley
- Elliott Guyot : Big Foot
- Valérie Marchant : Dae
- Alayin Dubois : Zoey
- Lorca Chaton : Harley
- Audrey Davos : The computer teacher
- Pierre Le Bec : Mme Benny
- Fanny Dreiss : Muddy La Motte / Robot Ours Spatial

## Production

### Développement
En 2022, le créateur de Descendants : Génération méchants, Aliki Theofilopoulos et le rédacteur en chef d'Amphibia, Jack Ferraiolo ont été approchés par les dirigeants de Disney pour développer une série animée basée sur la franchise Zombies de Disney Channel, ce qu'ils ont accepté de faire en raison du cadre du lycée de la franchise offrant de multiples opportunités de narration, ayant aimé les films de Zombies et souhaitant travailler ensemble sur un projet.
Le 15 juin 2022, lors du Festival international du film d'animation d'Annecy, Disney Television Animation a annoncé le développement d'une série animée basée sur la franchise Zombies, intitulée Zombies : la série ré-animée sur Disney+. Les scénaristes Joseph Raso et David Light devaient revenir de la trilogie originale en tant que producteurs exécutifs, aux côtés de Gary Marsh, Theofilopoulos et Ferraiolo. Theofilopoulos et Ferraiolo sont également showrunners de la série.

### Écriture
Les producteurs voulaient utiliser le format animé de la série comme « une opportunité de faire avancer les idées conceptuellement et visuellement » au sein de la franchise.  Ils voulaient également que la série se concentre fortement sur son casting d'ensemble, en s'inspirant d'émissions telles que New Girl et Freaks and Geeks, ainsi que des comédies pour adolescents que Ferraiolo regardait dans sa jeunesse, voulant « juxtaposer des idées stupides à la réalisation d'un objectif », un peu comme dans ce dernier. Les scénaristes voulaient que la série explore des problèmes liés aux adolescents et « les exagère » tout en gardant l'histoire ancrée dans « la vérité émotionnelle d'être un adolescent ».

### Casting
Le 12 août 2022, Meg Donelly et Milo Manheim ont été confirmés pour reprendre leurs rôles d'Allison et Zed de la trilogie originale. Le 18 novembre 2022, Theofilopoulos a confirmé que Carla Jeffery reprendrait son rôle de Bree dans la série. Les enregistrements vocaux de la série avaient déjà commencé à ce moment-là. En juin 2023, Ariel Martin, Chandler Kinney, Pearce Joza, Trevor Tordjman, Jonathan Langdon, James Godfrey, Kylee Russell et Terry Hu ont été confirmés pour reprendre leurs rôles dans la série. En mai 2024, il a été annoncé que Kahyun Kim prêterait sa voix à un nouveau personnage nommé Dae.

### Animation
Les services d'animation sont fournis par Atomic Cartoons. Matt Doering est le directeur artistique de la série. Les artistes ont conçu les personnages de manière à ce qu'ils puissent rappeler leur apparence dans les films tout en s'adaptant à un format animé.

### Musique
La série propose un numéro musical par épisode interprété par le casting principal. Plusieurs auteurs-compositeurs des films sont revenus travailler sur la série. Theofilopoulos s'est inspirée de son expérience dans Phineas et Ferb pour les chansons de la série, voulant combiner le ton humoristique des chansons de Phineas et Ferb avec le style musical des films Zombies.  Elle s'est également inspirée de son expérience dans Descendants : Génération méchants.
La chanson « My Year » du premier film sert de thème d'ouverture de la série, avec de nouvelles paroles adaptées à l'intrigue de la série. Les auteurs-compositeurs avaient initialement conçu plusieurs chansons originales à utiliser comme thème d'ouverture ; les chansons ont finalement été utilisées comme numéros musicaux dans la série.

### Fiche technique
Sauf indication contraire, les informations mentionnées dans cette section peuvent être confirmées par la base de données cinématographiques IMDb,  présente dans la section « Liens externes ».
- Titre original : Zombies: The Re-Animated Series
- Titre français : Zombies : la série ré-animée
- Création :  David Light et Joseph Raso
- Réalisation : Justin Lovell, Steve Rolston et Leah Artwick
- Scénario : Aliki Theofilopoulos et Jack Ferraiolo
- Musique :
  - Compositeur(s) : Amit May Cohen
  - Compositeur(s) de musique thématique : Matt Wong, Jack Kugell et Hanna Jones
  - Thème d'ouverture : My Year (The Re-Animated Remix)
- Production :
  - Producteur(s) : Melanie Pal
  - Producteur(s) exécutive(s) : Aliki Theofilopoulos, Jack Ferraiolo, Gary Marsh, David Light et Joseph Raso
- Société(s) de production : Disney Channel, Disney Television Animation, Bloor Street Productions
- Pays d'origine :  États-Unis
- Langue d'origine : Anglais
- Format :
  - Format image : 720p (HDTV)
  - Format audio : 5.1 surround sound
- Genre : Comédie
- Durée : 22 minutes (2 × 11 minutes)
- Date de première diffusion :
  - 28 juin 2024 sur Disney Channel
  - 21 octobre 2024 sur Disney Channel France
- Classification : déconseillé aux moins de 7 ans

Version française
- Société de doublage : Dubbing Brothers
- Direction artistique : Véronique Fyon
- Adaptation des dialogues : Nadine Delanoë
- Adaptation et direction des chansons : Magali Bonfils et Virginie Acariès

## Épisodes
| Saison | Saison        | Épisodes | États-Unis      | États-Unis      |
| Saison | Saison        | Épisodes | Début           | Fin             |
| ------ | ------------- | -------- | --------------- | --------------- |
|        | Mini-épisodes | 9        | 21 juillet 2023 | 28 octobre 2023 |
|        | 1             | 20       | 28 juin 2024    | 7 décembre 2024 |

### Saison 1 (2024)
1. Re-dernière année / Le Zoda (Re-Senior Year / I Scream Zoda)
2. Le distributeur automatique / Temps libre (Rage Against the Vending Machine / Young, Wild, and Free Period)
3. Ces boots sont faites pour Willa / Doubles problèmes (These Boots Were Made for Willa / Double Troubled)
4. La guerre des égos / L'Alpha (Alien vs. Shredator / A Wyatt Place)
5. On la joue comme Bucky / La cascade de spaghetti (Invasion of the Bucky Snatchers / The Dining)
6. L'accueil de Dae / Petite soeur et dragons (Training Dae / Youngins & Dragons)
7. Crise en scène / La chasse au Jackalope (Foul Play / Catch Meat If You Can)
8. Quand Bucky rencontre Barky / Sentiments bien enfouis (When Bucky Met Barky / The More, The Burier)
9. Meilleurs amies pour toujours / C'est le pompon ! (No Woman BFF'd Behind / Pet Peeves)
10. La folie du Krill Tok / Que la meilleure fan gagne ! (Something to Tok About / Last Fan Standing)
11. Reality Check, Please! / Their Guy Sasquatch
12. Screambrook
13. The Return of the Living Zed / Paint It Blech
14. The Dark Side of the Moonies / AWOOtiful Mind
15. Teeny Witch / The Hunter Games
16. A Fridge Too Far / The Ter-meh-nator
17. Waved and Confused / Abandon Zip
18. Crazy, Stupid, Crush / Ready Player
19. I Wanna Dance with SomeZombie
20. Santler Claws is Comin' to Town

## Courts-métrages

### Mini-épisodes
1. Les clones (I Think We're a Clone Now)
2. Le robot ours spatial (Robot Space Bear)
3. La plante carnivore (Suddenly Seabrook)
4. Le chat du coach (Coach's Cat)
5. Téléportation de Wynter (Wynter Transport)
6. Un été sans fin (Endless Summer)
7. Le tueur du Solstice (Solstice Slasher)
8. Le concours de barbecue (Grill or Be Grilled)
9. Camping virtuel (Cabin in the House)

## Personnages principaux
- Addison Wells : La pom-pom girl en chef, qui est un hybride humain/extraterrestre.
- Zed Necrodopolis : Un zombie et un joueur de football vedette qui est le petit ami d'Addison.
- Bucky Buchanan : Le cousin humain égocentrique d'Addison et l'ancienne pom-pom boy en chef.

## Commentaires
En 2023, Z-O-M-B-I-E-S : La série ré-animée (court-métrage) a été diffusé pour la première fois le 21 juillet 2023 sur Disney Channel, sur YouTube et sur DisneyNOW , puis sur Disney+,.
En mai 2024, la bande-annonce de Zombies : la série ré-animée est sortie. La série télévisée a été diffusée pour la première fois le 28 juin 2024 sur Disney Channel et est devenue disponible en streaming le lendemain sur Disney+.

## Réception critique
Ashley Moulton de Common Sense Media a attribué à Zombies : la série ré-animée une note de trois étoiles sur cinq, affirmant que la série dépeint des messages et des modèles positifs, citant l'environnementalisme et le personnage d'Addison Wells, et suggérant que les préadolescents qui admirent la vie au lycée peuvent apprécier la série sans rencontrer les aspects plus problématiques souvent associés aux personnages adolescents dans d'autres émissions. Lee Brown de The Review Geek a attribué à Zombies : la série ré-animée une note de 5,5 sur 10 et l'a trouvée brillante et idiote, la décrivant comme attrayante principalement pour les enfants qui sont déjà fans de la franchise, car elle contient peu de blagues ou de thèmes qui résonneraient avec les adolescents plus âgés ou les adultes, tout en affirmant que la série n'est peut-être pas particulièrement mémorable. Ils ont déclaré que même si la série offre des rires occasionnels, elle pourrait ne pas avoir beaucoup d'attrait pour ceux qui ne connaissent pas ou ne s'intéressent pas à l' univers des zombies. Cependant, Brown a affirmé que la série fournit des messages positifs que les parents pourraient apprécier de discuter avec leurs enfants.